# Kaligarič
Kaligarič je priimek v Sloveniji, ki ga je po podatkih Statističnega urada Republike Slovenije na dan 1. januarja 2010 uporabljalo 107 oseb.

## Znani nosilci priimka
- Marino Kaligarič, glasbenik kitarist (Kameleoni...)
- Mitja Kaligarič (*1962), biolog, ekolog, botanik, univ. prof. (UM)
- Peter Kaligarič, glasbenik, član etno skupine "Vruja"
- Simona Kaligarič, biologinja, direktorica Zavoda za varstvo narave Maribor